# Тереза Кесовија
Тереза Кесовија (Дубровник, 3. октобар 1938) хрватска је певачица. У њеном репертоару највише су заступљене шансоне и песме у стилу музике Медитерана.

## Биографија
Студирала је флауту на средњој музичкој школи у Дубровнику, а затим на Музичкој академији у Загребу. У то време почела је и певачку каријеру.
Године 1965. преселила се у Француску где је изградила успешну каријеру крунисану солистичким концертом у париској Олимпији 1988. Снимала је на девет језика (српскохрватском, француском, италијанском, словеначком, руском, енглеском, шпанском, португалском и немачком). Наступала је на фестивалима широм Југославије певајући песме композитора Зденка Руњића, Никице Калођере, Арсена Дедића, Кемала Монтена, Ђеле Јусића и других. Два пута је учествовала на такмичењу за Песму Евровизије; 1966. као представник Монака, а 1972. Југославије (песма Музика и ти).
Њени наступи се одликују изузетном музикалношћу, експресивним карактером и доминацијом на сцени.
Године 2005. обележила је 45 година каријере концертима у Загребу и Дубровнику.
Дана 23. јануара 2011. Кесовија је одржала свој први послератни концерт у Београду, у препуној дворани Сава центра.
Њен бивши супруг је некадашњи југословенски ватерполиста Роналд Лопатни.

## Победе на фестивалима

### Сплитски фестивал
- 1962. Ћакуле о сиромајима (I награда публике)
- 1964. Нима Сплита до Сплита (I награда публике, II награда жирија)
- 1969. Ноно, добри мој ноно (I награда публике и интернационалног жирија)
- 1972. Рустикана (I награда жирија, II награда публике)
- 1973. Нек' иду лађе (I награда публике)
- 1974. Сунчане фонтане (I награда жирија, II награда публике)
- 1976. Свирај ми, свирај (I награда публике)
- 1977. Испијмо чашу све до дна (I награда)
- 1986. Молим те, остани (I награда публике)
- 1987. Запјевајмо, пријатељи (I награда публике)

### Загребфест
- 1964. Голубови (I награда жирија)
- 1965. Паркови (I награда публике)
- 1970. Кад се једном вратиш (I награда жирија, II награда публике)
- 1975. Заборави ако можеш (I награда публике)
- 1977. Све се враћа, све се плаћа (I награда публике)
- 1978. Што је остало од љубави (I награда публике и жирија)
- 1979. На Страдуну (I награда)

### Опатијски фестивал
- 1961. Очи (I награда жирија)
- 1968. Твој глас (I награда публике и жирија)

### Београдско пролеће
- 1978. Сва су моја прољећа у мени (I награда публике и жирија)

### МЕСАМ
- 1986. Моја посљедња и прва љубави (I награда публике, певачица године)

### Аренафест
- 1994. То сам ја (I награда жирија)

### Музички куп Европе уБерну
- 1970.  (I награда)

### Порторож
- 1982. Ја сам пјесма (I награда жирија)

## Фестивали

### Ваш шлагер сезоне
- Сан јулске ноћи, '75

### Опатија
- Илузије / Очи, прва награда стручног жирија, '61
- Plavi nocturno, '61
- Сусрет / Једном кад одем (алтернација са Вишњом Корбар), '62
- Порука мора (алтернација са Сабахудином Куртом), друга награда стручног жирија и трећа награда публике, '63
- Стани, '64
- Твој глас, победничка песма,'68
- Мили мој, десето место, '74
- Дора, Опатија - Златни кључ судбине, 2001
- Твој глас (Ретроспектива песама са Опатијског фестивала), 2015

### Београдско пролеће
- Свиђаш ми се, друго место, '61
- Стани, стани, друга награда публике, '70
- Сва су моја прољећа у мени, победничка песма, '78
- Љубомора, '79
- Дивља страст, '83
- Сва су моја прољећа у мени (Вече ретроспективе - највећих хитова са фестивала Београдско пролеће), '88

### Сплит
- Ћакуле о сиромајима, прва награда публике и победничка песма, '62
- Балада о товару (алтернација са Ђорђи Перузовићем), '63
- Нима Сплита до Сплита, прва награда публике и друга награда стручног жирија, победничка песма, '64
- Наша ноћ (дует са Вице Вуковим), '64
- Граде мој / Сплите мој (дует са Миром Унгаром), трећа награда публике / Одрасли смо, трећа награда стручног жирија, '65
- Хоће ли икад доћи / Сплит је свит (дует са Миром Унгаром), '67
- Нема живота без љубави (дует са Миром Унгаром) / Моје сузе, '68
- Ноно, добри мој ноно, прва награда публике, прва награда интернационалног жирија и победничка песма, '69
- Сине не питај за оца, '69
- Воли ме, воли ме, Бронзани грб града Сплита (жири југословенских градова), '71
- Rusticana, прва награда стручног жирија и друга награда публике, '72
- Нека иду лађе, Златни грб града Сплита, '73
- Сунчане фонтане, награда стручног жирија и друга награда публике, '74
- Њежне струне мандолине, Сребрни грб града Сплита, '75
- Свирај ми, свирај, победничка песма и прва награда публике, '76
- Пољуби ме с обје банде, треће место, '77
- Испијмо чашу све до дна (Вече далматинских шансона), победничка песма, '77
- Младости, моја лијепа радости, Сребрни грб града Сплита, '79
- Ја сам пјесма, '82
- На кушину, '83
- Променаде (Вече далматинских шансона), '83
- Поновни сусрет, '84
- Тајна живота, Сребрни грб града Сплита, '85
- Молим те, остани, Златни грб града Сплита, прва награда публике, прва награда стручног жирија и новинара југословенских станица, победничка песма, '86
- Швора (Вече далматинских шансона), '86
- Швора / Далматинко (Ауторко вече Зденка Руњића), '86
- Запјевајмо пријатељи, Златни грб града Сплита, победничка песма, '87
- Још у мени има ватре, '88
- Моја мала пјесмо (Вече далматинских шансона), '88
- Још у мени има ватре / Запјевајмо пријатељи (Ауторско вече Ђеле Јусића), '88
- Нима Сплита до Сплита / Ноно, добри мој ноно (Вече сплитских бисера), '88
- Сунчане фонтане (Вече сплитских бисера), трећа награда публике,'89
- Љубав је мој гријех, трећа награда публике и награда за интерпретацију,'90
- Молим те, остани (Вече сплитских бисера), '90
- Моја Далмација, трећа награда публике, '92
- Мелодија хрватског Јадрана, Сплит - Пјевај, пјевај, Далмацијо мати, трећа награда публике, '93
- Нек' запјева клапа стара, трећа награда публике, '94
- Тамо сам рођена, награда најбољој певачици и награда за интерпретацију, '95
- Мелодија хрватског Јадрана, Сплит - Пред твојим вратима, трећа награда публике, друга награда стручног жирија, награда за најбољи аранжман, '96
- Мелодија хрватског Јадрана, Сплит - Ја сам твоја музика, друга награда стручног жирија, '97
- Мелодија хрватског Јадрана, Сплит - Никад не реци никад, '98
- Мелодија хрватског Јадрана, Сплит - И ни ме стра, трећа награда публике, '99
- Мелодија хрватског Јадрана, Сплит - Моја љубави, 2000
- Мелодија хрватског Јадрана, Сплит - Ја јубим те заувик, 2001
- Серенада Сплиту, 2007
- Нема више оне писме, 2010
- Нима Сплита до Сплита (Вече познати певају), 2010
- Ја сам пјесма (Вече сплитског ноктурна Јакше Фјаменга), 2015
- Прокуративе, љубави моја (Концертно вече Сплит пјева Терезу) и награда Галеб за животно дело, 2022
- Тајна живота (Вече Ненада Виловића), 2023

### Загреб
- Ја тражим, '62
- Љубавна пјесма, '63
- Растанимо се (алтернација са Душаном Јакшићем), трећа награда публике, '63
- Станица у предграђу (алтернација са Љиљаном Петровић), '63
- Гдје си ти / Голубови, награда стручног жирија и победничка песма, '64
- Отиш'о си (алтернација са Душаном Јакшићем), трећа награда фестивала, '65
- Не одлази (алтернација са Вице Вуковим), '65
- Паркови (Вече шансоне), прва награда публике и победничка песма, '65
- Кад се једном вратиш, друга награда публике и прва награда стручног жирија, '70
- Успаванка за Иву (Вече шансона), '70
- Заборави ако можеш, победничка песма, '75
- Старе љубави, друга награда публике, '76
- И онда крадом гледам твоје лице (Вече шансона), '76
- Све се враћа, све се плаћа, победничка песма и награда за најбољу интерпретацију, '77
- Што је остало од љубави, победничка песма, '78
- На страдуну, победничка песма, '79
- Нећу мислити на те (Вече слободне форме), '79
- Споменар, '83
- Без тебе, што је живот тај, '84
- Вртуљак стари (Вече шансона), '84
- Није ми, није лако, друга награда публике, '85
- Добро нам дошли (Вече Универзијади у част), '85
- Поздрави га вјетре, трећа награда публике, '86
- Немам те,'87
- Гдје има срца, ту сам и ја, '90
- Да нисам плакала, '95
- Још се срце уморило није, '96
- Сањај, да те сањам (Вече шансона), '97
- Само мало интиме, '99
- Ти си гријех, 2002

### Песма лета
- Зар има нешто љепше на свијету том, '69

### Скопље
- Охрид и јас, '70

### Фестивал ЈНА
- Свијет је наш, '70
- Кад порастеш сине, '71
- Увијек смо твоји (дует са Миром Унгаром), '72
- Тебе мајка чека, '74
- Свијет је наш, '76
- Тебе мајка чека, '77

### Евросонг
- Bien plus fort, седамнаесто место (као представница Монака), '66
- Музика и ти, девето место, '72

### Златни јелен, Брашов, Румунија
- Гошћа ревијалног дела фестивала, '69

### International Song Festival Sopot, Пољска
- Flute et violoncelle / Зар има нешто љепше на свијету том, друго место, '70

### Први интернационални фестивал, Мексико
- Ти си мени све, '71

### Златният Орфей, Бугарска
- Почасна гошћа фестивала, '73

### Крапина
- Сноћка кесно, '74
- Попевка за љубав, а суза за крај, прва награда публике и Grand Prix, '86
- Попевлеју птице, још Загорје спи', '89
- Гјургјевке / Кад зазвоне дубровачка звона, '93
- Распело, 95
- Бумо ти дошли, '96
- Коруне, '97
- И нек зорје останеју там, 2002
- И нек зорје остану там, 2020

### Карневал фест, Цавтат
- Конавле моје, '74
- Forza maestro, '77
- Моја те рука тражи, '78
- Кад сам с тобом, '79
- Будим се сретна, '88

### МЕСАМ
- Сутра је нови дан, '84
- Моја посљедња и прва љубави, прва награда публике и награда за интерпретацију, '86

### Југословенски избор за Евросонг
- Музика и ти, победничка песма, Сарајево '72
- Ко ми је крив, треће место, Београд '87

### Мелодије Истре и Кварнера
- Никада те нисан прокљела, награда Златни микрофон за најбољу интерпретацију, '96
- За јубав сан дала се, друга награда публике, '97
- Липа младости моја, '98
- О, мој цвите, награда online за песму с највише прегледа на МиК YouTube каналу, 2022

### Арена
- То сам ја, прва награда жирија, '94

### Задар
- Ја ти само пјеват могу, '96

### Етнофест, Неум
- Зелена наранча, '96
- Медитерански плесови, '97

### Мелодије Мостара
- Док истина постоји, '98

### Далматинска шансона, Шибеник
- Јер то је љубав, '98
- Консардино (Вече старих песама), '98
- Синоћ кад склопих очи / Балада о зеленом бору (Вече старих песама), 2000
- Не тражи даље, 2001
- Ноно, добри мој ноно (Il tuo mondo) / E’ tutto un attimo (Вече италијанске канцоне), 2009

### Марко Поло, Корчула
- Састала се стара клапа, победничка песма, 2000

### Дубровник
- Све док буде било и нас двоје (дует са Кемалом Монтеном), 2005
- За један трен, 2014

### Хрватски радијски фестивал
- Златни кључ судбине (Вече легенди), 2001
- Научи ме, 2008

### Бродфест
- Дубровниче, поздрави равницу, 2003

### Међумурски фестивал, Чаковец
- Мати, 2014

### Илиџа
- Под јоргованом (Ко ти, шћери, покида ђердане) / Ко ме је мајко будио / Дјевојка је зелен бор садила (са Ханком Палдум), гошћа ревијалног дела фестивала, 2016